# Borová (Slovacchia)
Borová (in ungherese Fenyves, in tedesco Joachimsthal) è un comune della Slovacchia facente parte del distretto di Trnava, nella regione omonima.